# Pierre-Bénigne Germain
Pierre-Bénigne Germain, né à Autun (Saône-et-Loire) le 12 novembre 1689 et mort dans la même ville le 16 novembre 1751,, est un historien régionaliste et un prêtre catholique français.

## Biographie
Disciple de l'abbé de Longuerue et théologal d'Autun, Pierre-Bénigne Germain est le fils d'un conseiller au bailliage d'Autun. Il était réputé pour ses talents et sa piété : « Tous ceux qui l'ont connu, peuvent rendre justice à ses talents, ainsi qu'à sa piété et à ses connaissances très étendues »[réf. nécessaire].
Il avait composé en deux volumes l'Histoire ecclésiastique, civile et littéraire d'Autun. Son manuscrit fut envoyé à un censeur de Paris, mais il meurt avant son approbation. Ses héritiers ont vendu son manuscrit, qui fut dispersé. Mr Michaut, dans le second volume de ses Mélanges, imprimé en 1754, a fait l'éloge de l'abbé Germain et de ses écrits. Claude Courtépée s'étonne que le nouvel historien de l'église d'Autun, son confrère, l'ait oublié. 
Ce chanoine d'Autun est mort en 1751.

## Publications
- vers 1719 : Lettres sur les Antiquités d'Autun, édité dans le volume 1860-1862 des Annales de la Société Éduenne [lire en ligne] ;
- 1750 : Histoire ecclésiastique, civile et littéraire d'Autun, en 2 volumes.